# Uja di Calcante
L'Uja di Calcante (o Uia di Calcante o, a volte, Monte Calcante) è una montagna delle Alpi Graie alta 1614 m s.l.m. Si trova in Piemonte sulla costiera divisoria tra la Val d'Ala e la Valle di Viù e sulla sua cima convergono i territori comunali di Traves, Mezzenile e Viù, tutti in provincia di Torino.

## Toponimo
L'appellativo Uja, a volte reso come Uia, significa nel patois delle Valli di Lanzo ago o punta aguzza.

## Descrizione

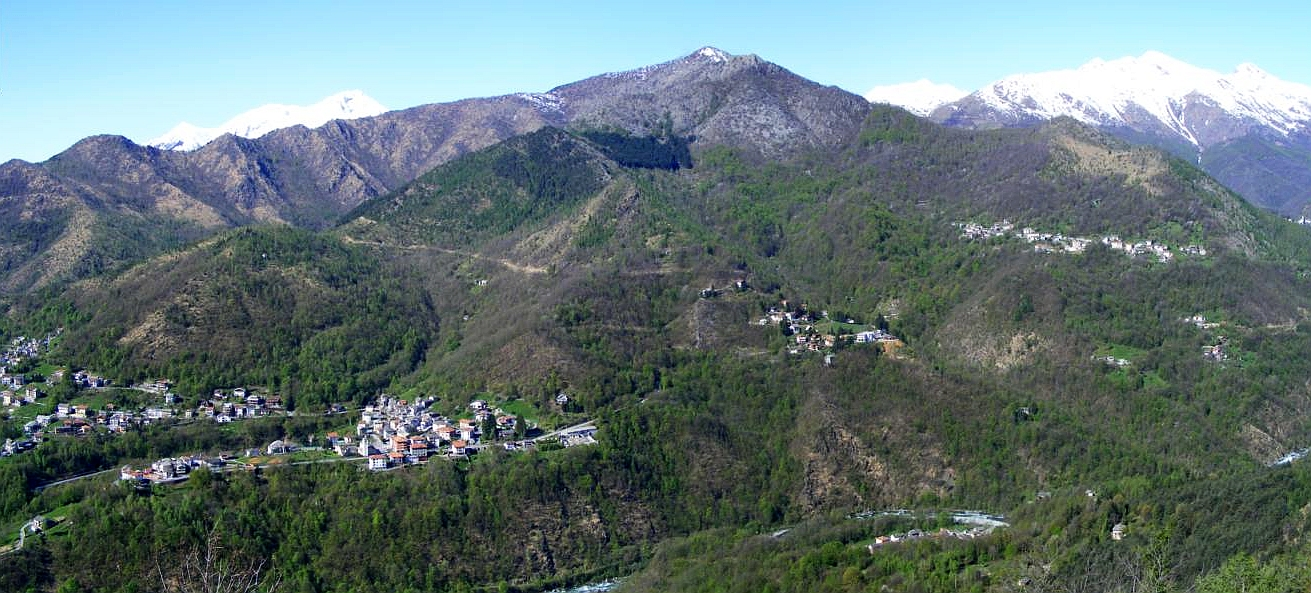
Il versante settentrionale visto dal santuario di Sant'Ignazio

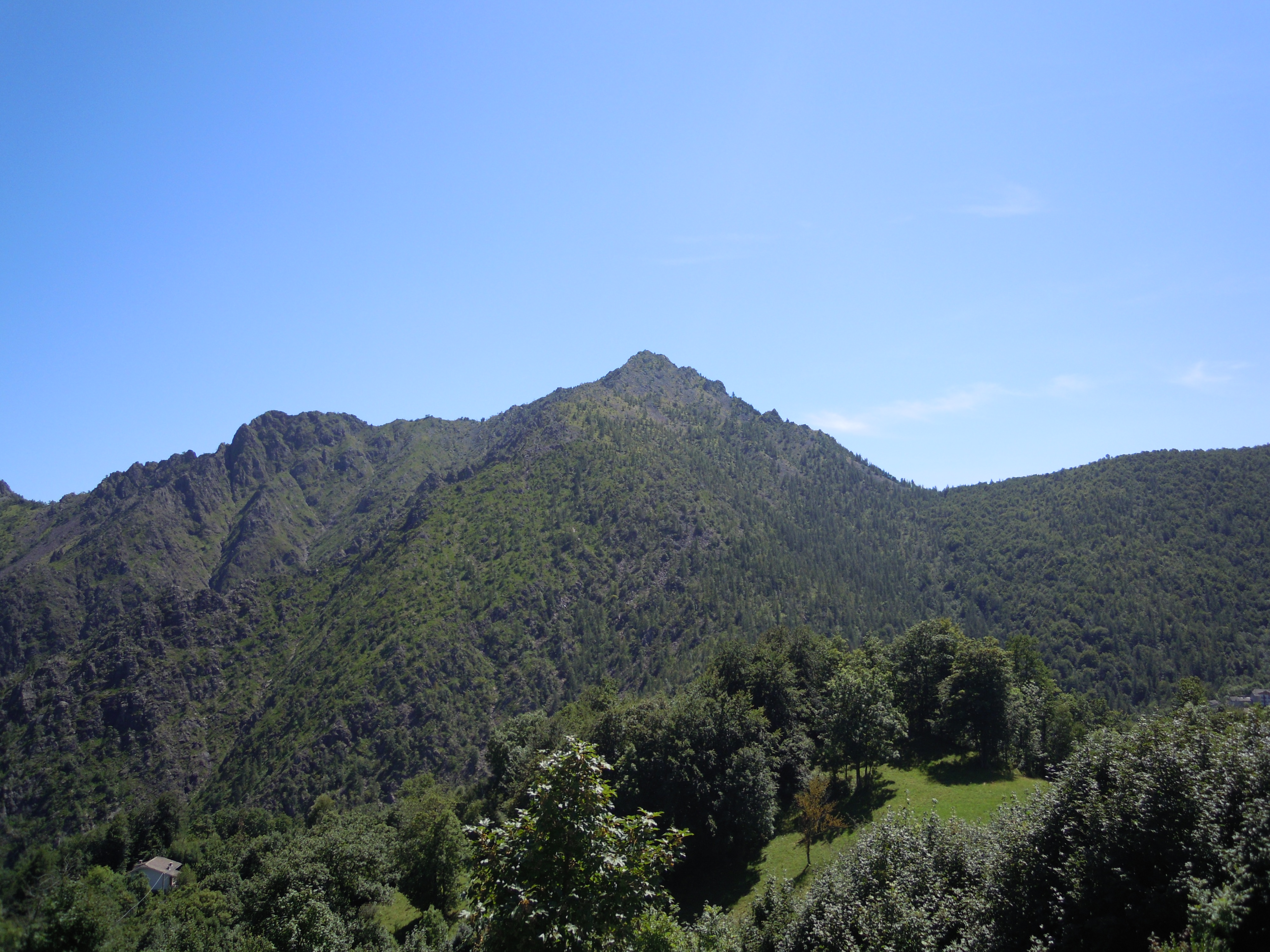
Come appare dalla frazione Monti di Mezzenile

La montagna si trova alla convergenza tra quattro creste. Quella ovest la collega con il Colle della Cialmetta (1305 m) ed appartiene allo spartiacque che separa il solco principale della valle di Lanzo dalla Valle di Viù. Anche la cresta sud-orientale si trova su questo spartiacque e scende al Colle Prà Lorenzo (1384 m) e ad una sella quotata 1169 per risalire poi a formare il Monte Bellacomba (1199 m) e spegnersi infine oltre la punta d'Aprile (1092 m).
Una terza breve cresta punta verso nord e si esaurisce nei pressi di Pessinetto mentre la quarta, quella alpinisticamente più nota, raggiunge il Colle Lunelle (1330 m), da dove prosegue senza più interesse alpinistico verso ovest con la Cima Lunelle (1384 m) e quella del Toro (1108 m).
Sulla cima dell'Uja di Calcante, dove sorge una croce, si trova anche il punto geodetico trigonometrico dell'IGM denominato Monte di Calcante (055022).
Dalla vetta si gode di una vista sui tremila posti alla testata delle Valli di Lanzo.

## Accesso alla vetta

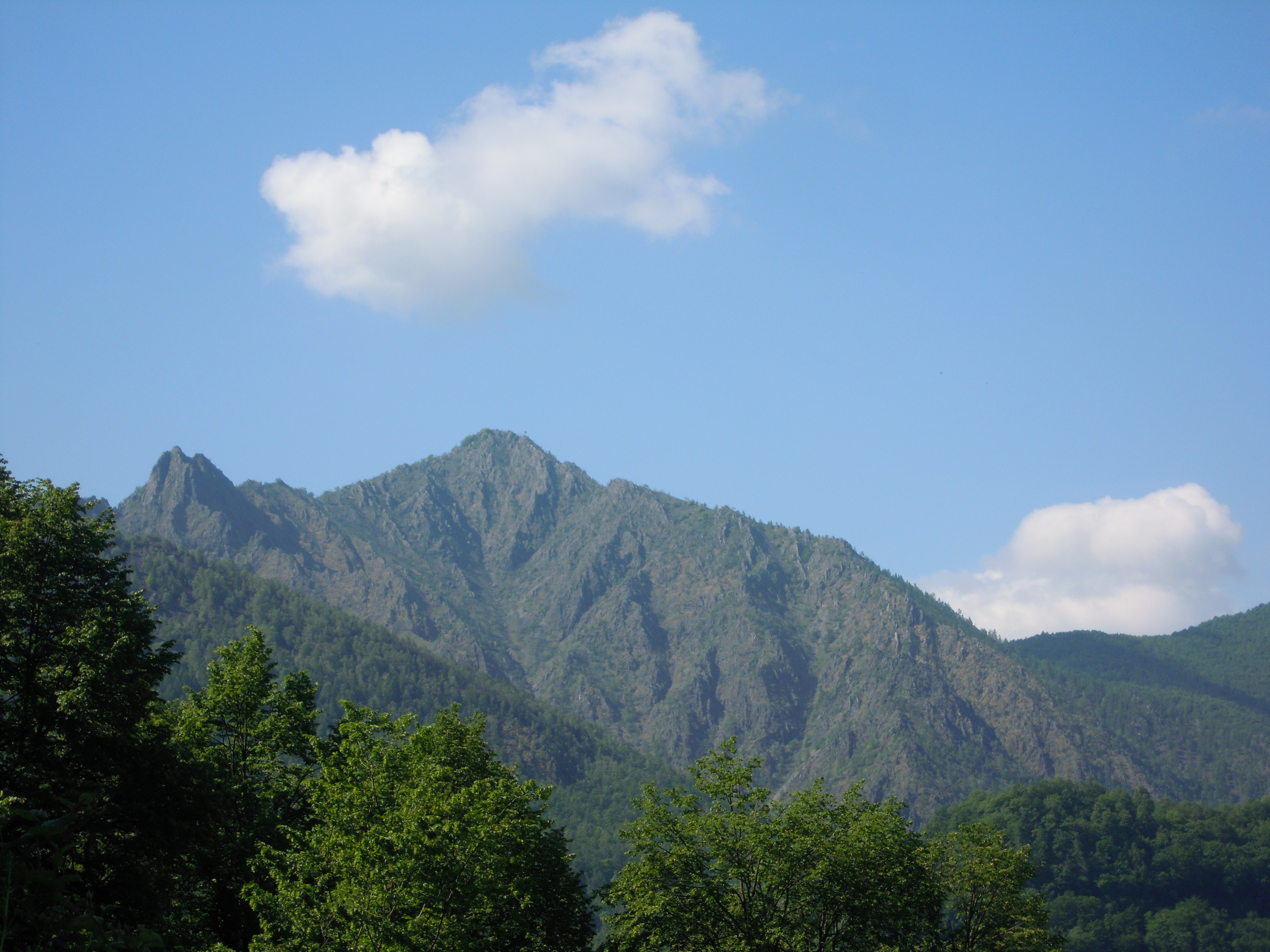
Uja di Calcante dalle alture di Pessinetto

Le vie di accesso escursionistiche normalmente seguite raggiungono la cima transitando dal Colle della Cialmetta oppure da Prà Lorenzo e partono da Fubina o da Selvagnengo(entrambe frazioni di Viù) oppure ancora da Mezzenile.
La montagna può essere raggiunta anche da Traves seguendo il Sentiero Frassati, inaugurato nel giugno 1997 e dedicato alla memoria del beato piemontese.

## Storia

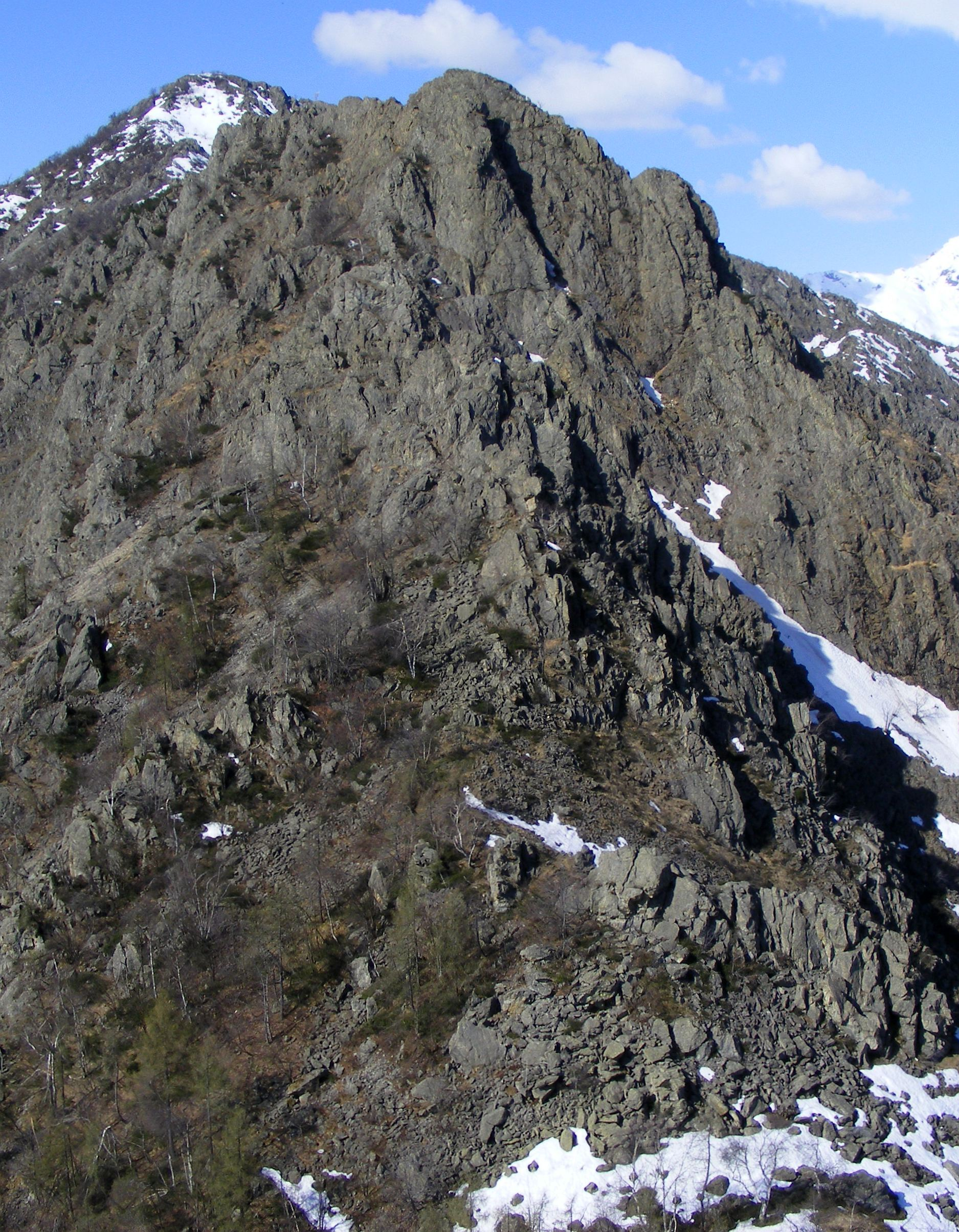
La cresta delle Lunelle vista dalla Cima Lunelle, in secondo piano l'Uja

Il tratto di crinale compreso tra la montagna e la vicina Punta Lunelle (1384 m) rappresenta una storica palestra di arrampicata per gli alpinisti torinesi.
La roccia è salda e ricca di appigli e la via che segue più da vicino il filo di cresta presenta difficoltà di 2º e 3º grado. La prima salita della quale resta traccia nella documentazione del CAI data 1905; la zona fu molto frequentata fino agli anni sessanta del Novecento e vi trovarono la morte alcuni alpinisti al tempo piuttosto noti tra i quali Alfredo Morello e Augusto Domask. Fra gli appassionati che frequentavano la zona ci fu Pier Giorgio Frassati, al quale nel 1997 è stato dedicato un sentiero.

## Flora
Sulle pendici della montagna è situata una delle pochissime stazioni conosciute di Euphorbia gibelliana, una pianta endemica esclusiva delle Alpi Graie.

## Sfruttamento minerario
Le pendici della montagna furono in passato sfruttate per l'estrazione di minerali ferrosi. In particolare sul versante settentrionale rivolto verso Pessinetto e su quello orientale che scende verso Traves venivano estratte magnetite e calcopirite, che fornivano la materia prima a varie piccole forge collocate nei pressi della Stura. Le necessità di legname per queste lavorazioni vennero soddisfatte grazie al disboscamento della stessa Uja di Calcante e delle alture circostanti. A testimoniare queste attività minerarie, che cessarono verso la fine del XIX secolo, sono rimasti alcuni pozzi e una mulattiera di servizio delle miniere.

## Cartografia
- Cartografia ufficiale italiana dell'Istituto Geografico Militare (IGM) in scala 1:25.000 e 1:100.000, consultabile on line
- Istituto Geografico Centrale - Carta dei sentieri e dei rifugi scala 1:50.000 n. 2 Valli di Lanzo e Moncenisio
- Istituto Geografico Centrale - Carta dei sentieri e dei rifugi scala 1:25.000 n.110 Basse Valli di Lanzo (Lanzo - Viù - Chialamberto - Locana - Ciriè)